# Улу-Теляк
Улу́-Теля́к (рос. Улу-Теляк, башк. Оло Теләк) — село (колишнє смт) у складі Іглінського району Башкортостану, Росія. Адміністративний центр Улу-Теляцької сільської ради.
Населення — 3408 осіб (2010; 3281 в 2002).